# Kate Waugh
Kate Waugh (* 13. Februar 1999 in Gateshead) ist eine britische Triathletin und U23-Weltmeisterin Triathlon (2022). 

## Werdegang
Kate Waugh kam als Achtjährige zum Triathlon.
2014 wurde sie im Britischen Team in Russland Junioren-Europameisterin Triathlon.
2017 wurde sie in Kitzbühel Europameisterin Triathlon der Juniorinnen (Alter: 17–19 Jahre; 750 m Schwimmen, 20 km Radfahren und 5 km Laufen).

### U23-Weltmeisterin Triathlon 2022
Im britischen Team – zusammen mit Barclay Izzard, Sian Rainsley und Samuel Dickinson – wurde sie im Juli 2022 in Hamburg Weltmeisterin Triathlon Mixed Relay (gemischte Sprint-Staffel).

Im November 2022 wurde sie in Abu Dhabi U23-Weltmeisterin Triathlon.

### Weltmeisterin Super League Triathlon 2023
Im Oktober 2023 konnte die 24-Jährige nach dem Grand Final im „Enduro-Format“ (drei Durchgänge zu je 300 m Schwimmen, 44 km Radfahren und 1,6 km Laufen) in Neom die Jahreswertung und damit die Weltmeisterschaft Super League Triathlon für sich entscheiden.
Im April 2025 entschied die 26-Jährige mit dem T100 Singapur das erste Rennen der T100-Rennserie (2 km Schwimmen, 80 km Radfahren und 18 km Laufen) für sich.
Seit 2018 studiert Kate Waugh Psychologie an der Leeds University.

## Auszeichnungen
- British Triathlon Female Elite Junior Triathlete of the Year 2015

## Sportliche Erfolge
| Datum/Jahr    | Rang | Wettbewerb                                             | Austragungsort | Zeit     | Bemerkung                                                                               |
| ------------- | ---- | ------------------------------------------------------ | -------------- | -------- | --------------------------------------------------------------------------------------- |
| 9. Aug. 2025  | 2    | T100 London                                            | London         | 03:36:47 | 2 km Schwimmen, 80 km Radfahren und 18 km Laufen                                        |
| 12. Juli 2025 | 6    | ITU World Championship Series 2025                     | Hamburg        | 00:56:48 |                                                                                         |
| 31. Mai 2025  | 3    | T100 San Francisco                                     | San Francisco  |          |                                                                                         |
| 5. Apr. 2025  | 1    | T100 Singapur                                          | Singapur       | 03:45:18 |                                                                                         |
| 16. Feb. 2025 | 10   | ITU World Championship Series 2025                     | Abu Dhabi      | 00:55:02 |                                                                                         |
| 17. Nov. 2024 | 1    | Laguna Phuket Triathlon                                | Phuket         | 02:35:39 |                                                                                         |
| 31. Juli 2024 | 15   | Olympische Sommerspiele 2024                           | Paris          | 01:57:48 |                                                                                         |
| 14. Juli 2024 | 7    | ITU World Championship Series 2024                     | Hamburg        | 00:55:48 |                                                                                         |
| 11. Mai 2024  | 10   | ITU World Championship Series 2024                     | Yokohama       | 01:54:11 | als beste Britin                                                                        |
| 14. Apr. 2024 | 2    | ETU Europe Triathlon Cup                               | Melilla        | 00:54:55 |                                                                                         |
| 19. Nov. 2023 | 1    | Laguna Phuket Triathlon                                | Phuket         |          |                                                                                         |
| 24. Sep. 2023 | 2    | ITU World Championship Series 2023                     | Pontevedra     | 01:53:37 | Zweite hinter Beth Potter                                                               |
| 20. Aug. 2023 | 2    | ITU World Triathlon Mixed Relay Series                 | Paris          | 01:12:19 | im Mixed Relay (Staffel) mit Barclay Izzard, Alex Yee und Beth Potter                   |
| 25. Nov. 2022 | 1    | ITU Triathlon World Championship U23                   | Abu Dhabi      | 02:00:18 | Weltmeisterin U23                                                                       |
| 10. Juli 2022 | 1    | ITU Sprint Triathlon World Championship Mixed Relay    | Hamburg        | 01:20:50 | Weltmeisterin im Team – zusammen mit Barclay Izzard, Sian Rainsley und Samuel Dickinson |
| 16. Juni 2017 | 1    | ETU Triathlon European Championship Junior Women       | Kitzbühel      | 00:59:20 | Triathlon-Europameisterin Junioren (750 m Schwimmen, 20 km Radfahren und 5 km Laufen)   |
| 29. Mai 2016  | 1    | ETU Triathlon European Championship Mixed Junior Relay | Lissabon       | 01:07:48 | mit Sian Rainsley, Samuel Dickinson und Alex Yee                                        |
| 29. Juni 2014 | 1    | ETU Triathlon European Championship Youth Women Relay  | Pensa          | 00:20:01 | mit Sophie Alden und Olivia Mathias                                                     |

(DNF – Did Not Finish)